# Taunga
Taunga è un'isola dell'arcipelago delle Tonga, nell'Oceano Pacifico. Amministrativamente appartiene alla divisione Vava'u, nel distretto di Motu.
Taunga si trova appena a sud del centro dell'arcipelago e dell'isola di Kapa. È la punta nord-occidentale di un'estesa barriera corallina che comprende anche gli isolotti di Pau, Ngau, Lekeleka e Ta'uta. La barriera corallina curva a nord-est e si estende fino all'isola di Tapana. A sud e ad ovest si trovano le isole di 'Eueiki, 'Euakafa e Katafanga. L'isola stessa è divisa in una più ampia parte settentrionale e una piccola parte meridionale, collegate da uno stretto istmo.
Al centro di Taunga, affacciato sulla baia tra le due parti dell'isola, si trova il villaggio con una popolazione di 36 abitanti (2021).
L'isola appartiene alla nobile famiglia degli 'Akau'ola. Il 2 marzo 2007, 0,11 km2 su Taunga e Ngau sono stati affittati da 'Akau'ola e dal governo di Tonga a Warwick Hotels and Resorts per la costruzione di un resort.